# Günther Goach
Günther Goach (* 4. Juli 1957 in Sankt Stefan ob Stainz, Steiermark) ist ein österreichischer Gewerkschaftsfunktionär und Präsident der Arbeiterkammer Kärnten. Er ist in der Fraktion Sozialdemokratischer GewerkschafterInnen (FSG) verankert.

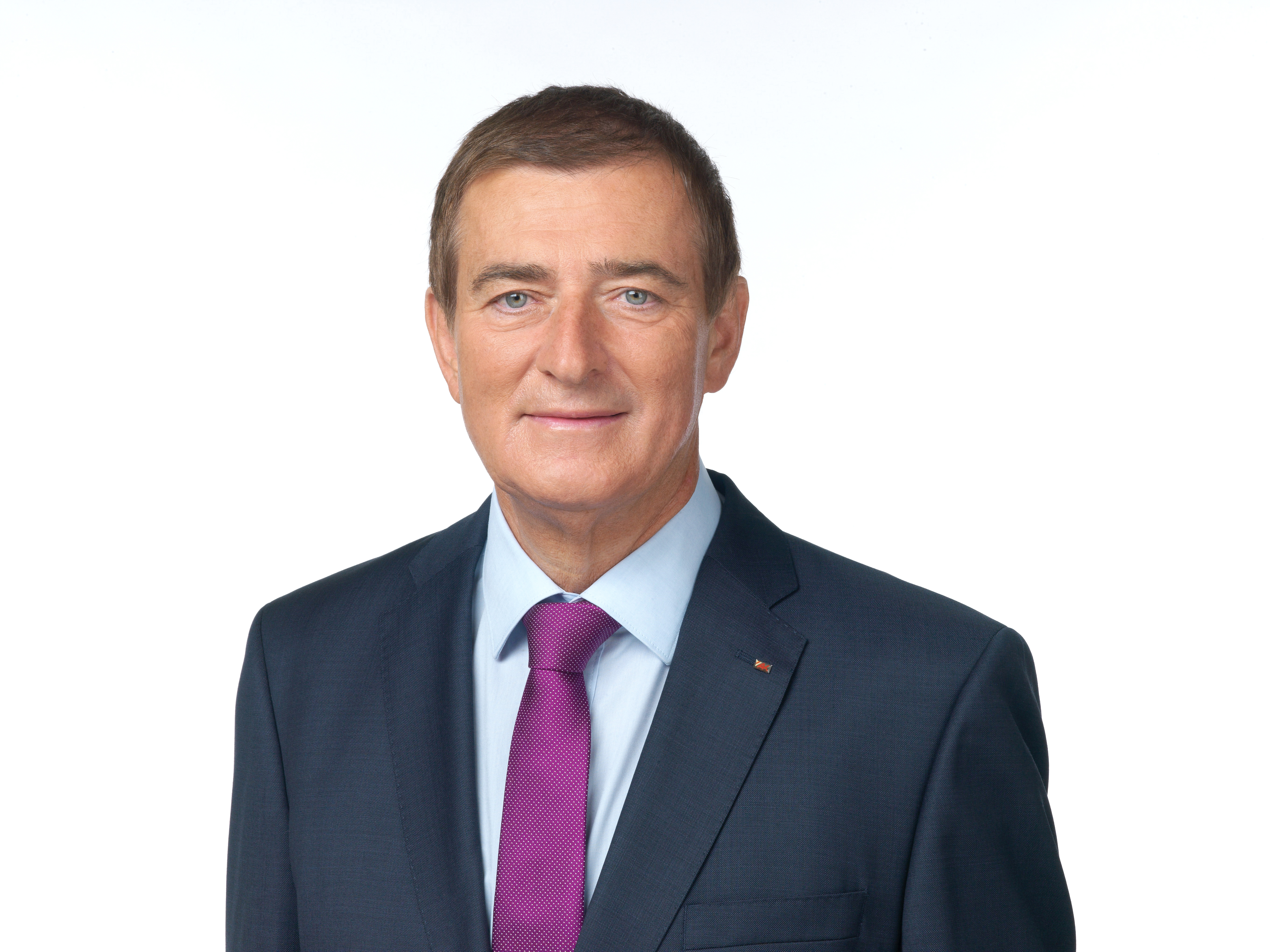
Günther Goach, 2019

## Leben
Günther Goach wurde als Sohn eines Bergarbeiters geboren, ist verheiratet und Vater einer erwachsenen Tochter. Goach besuchte eine Höhere Technische Lehranstalt in Graz, Fachrichtung „Gestaltendes Metallhandwerk“, und ist Absolvent der Sozialakademie in Wien/Mödling.

## Berufslaufbahn
Er war ab 1979 bei Siemens Villach, heute Infineon, und in München als Fertigungsmeister tätig. Engagement für Arbeitnehmerrechte zeigte Goach bereits als Betriebsratsvorsitzender des Arbeiterbetriebsrates von 1984 bis 2005.
Im Juli 1989 wurde Goach zum Kammerrat in die Vollversammlung der Kärntner Arbeiterkammer gewählt, seit Oktober 2002 ist er als Nachfolger von Josef Quantschnig Präsident der Arbeiterkammer Kärnten.
Seit September 2014 ist Goach auch Vizepräsident der Bundesarbeitskammer. Bei der AK-Wahl 2019 erzielte er als Spitzenkandidat der FSG mit 77,6 Prozent das österreichweit beste je eingefahrene Ergebnis für die FSG insgesamt. Goach ist zudem Landesvorsitzender der PRO-GE Kärnten und der FSG Kärnten, Mitglied des ÖGB Landes- und Bundesvorstandes und stellvertretender Bundesfraktionsvorsitzender der PRO-GE.